# Dominique Janssen
Dominique Johanna Anna Jansen: født 17. januar 1995) er en kvindelig hollandsk fodboldspiller, der spiller forsvar for VfL Wolfsburg i Frauen-Bundesliga og Hollands kvindefodboldlandshold.
Hun fik landsholdsdebut d. 5. marts 2014, mod Australien, efter at have haft flere succesfulde år på flere af ungdomslandsholdene. Hun deltog også under VM 2015 i Canada og var med til at vinde EM i fodbold for kvinder 2017. Hun vandt ligeledes sølv ved VM 2019 i Frankrig, hvor hun også igennem hele turneringen en fast hel af landstræner Sarina Wiegmans startopstilling.
Hun har tidligere spillet for SGS Essen i Tyskland, samt for Arsenal fra 2015 til 2019, indtil skiftet til den tyske topklub VfL Wolfsburg.